# Талапты (Жуалынский район)
Талапты (каз. Талапты) — село в Жуалынском районе Жамбылской области Казахстана. Входит в состав Мынбулакского сельского округа. Код КАТО — 314263400.

## Население
В 1999 году население села составляло 598 человек (308 мужчин и 290 женщин). По данным переписи 2009 года, в селе проживало 657 человек (340 мужчин и 317 женщин).